# Brodawczak polski
Brodawczak polski – rasa gołębia należąca do grupy brodawczaków. Podobnie jak inne rasy pochodzący od gołębia skalnego (Columba livia). Rasa ta została wyhodowana na terenach południowo-wschodniej Polski na początku XX wieku. Szczególnie chętnie hodowana była na terenie województwa lwowskiego i samym Lwowie. Obecnie hodowana jest na terenie całej Polski. Niektórzy autorzy podają, że rasa ta powstała w 1933 roku, ale tak jak historia powstania wielu polskich ras gołębi jest ona słabo udokumentowana. Gołąb ten, mimo że jest mniejszy od średniego gołębia, to jest on mocnej budowy. cechą charakterystyczną tej rasy jest krótki dziób oraz tak jak u innych brodawczaków dobrze rozwinięta woskówka dziobowa i brwiowa. W Federacji Europejskiej rasa ta figuruje pod nazwą Indian Polski (Polnische Indianer).